# Indifferentismo

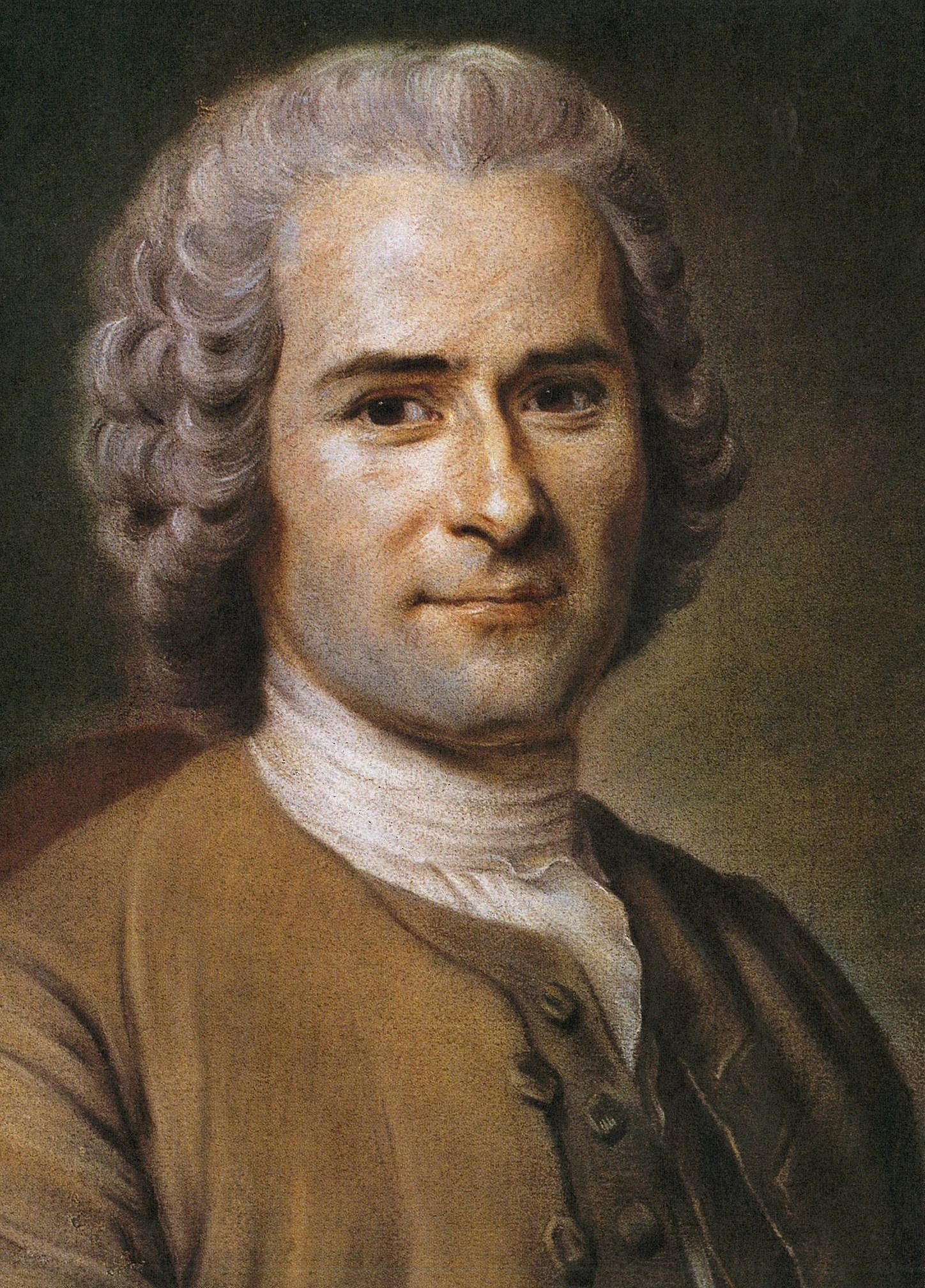
Ritratto di Jean-Jacques Rousseau, uno dei principali esponenti dell'indifferentismo

Indifferentismo è il comportamento che si caratterizza per l'indifferenza, vale a dire per il non attribuire alcuna importanza a una cosa e al suo opposto, di modo che non si prende posizione dal punto di vista della scelta volontaria, ma si bada soltanto al conseguimento di beni materiali senza curarsi di principi spirituali o religiosi.
Data questa premessa, non si comprende come chi ha curato la pagina abbia potuto mettere- se non per diffamazione, la foto di J.J. Rousseau.

## Indifferentismo religioso
L'indifferentismo assume carattere religioso soprattutto con Jean-Jacques Rousseau, che afferma, nell'Émile, che Dio guarda solo alla sincerità delle intenzioni e che tutti possono servirlo rimanendo nella religione in cui sono stati educati o cambiandola a piacimento con qualsiasi altra (Émile, II).
In particolare l'indifferentismo si riferisce al termine con il quale la Chiesa cattolica designa e condanna quelle teorie filosofiche o religiose che affermano che a Dio è senza differenza gradita ogni religione, in opposizione al principio teologico Extra Ecclesiam nulla salus (Fuori dalla Chiesa non c'è salvezza), secondo il quale nessuno può salvarsi se deliberatamente e colpevolmente non entra e non persevera nella Chiesa cattolica.

## Condanne dell'indifferentismo da parte della Chiesa cattolica

### Indifferentismo assoluto
Secondo la critica cattolica l'indifferentismo è una derivazione del razionalismo e dello scientismo, in quanto questi ultimi sono spesso celebrati per la loro opposizione al dogmatismo. Poiché spesso è impossibile accertare un errore, questo si traduce in una volontà di ammettere qualsiasi posizione. In questo consiste l'indifferentismo assoluto, spesso associato con il relativismo morale.
Sotto questa definizione generale i critici cattolici fanno ricadere quei sistemi filosofici che rifiutano di riconoscere che l'uomo dipenda da un creatore personale e che, in conseguenza di questa dipendenza, sia tenuto alla riverenza, all'obbedienza e all'amore. Questo errore è ritenuto comune all'ateismo, al materialismo, al panteismo e all'agnosticismo. Se Dio non esistesse o consistesse nella somma di cose materiali, o se l'Essere supremo fosse una totalità in cui si perde l'individualità umana, allora la dimensione personale in cui la religione si sviluppa non esisterebbe.
Ancora, se l'uomo fosse incapace di avere certezze sull'esistenza di Dio o di formarsi una valida idea di Dio, ne conseguirebbe che la religione è una mera futilità. Quest'errore è ritenuto comune anche ai deisti, che, pur ammettendo l'esistenza di un Dio personale, negano che egli richieda un culto dalle creature. A queste filosofie gli apologeti rispondono affermando che ogni uomo è tenuto a praticare la religione come un dovere verso Dio, in coerenza con il fine per il quale è stato chiamato all'esistenza.

### Indifferentismo moderato
La Chiesa cattolica condanna anche come "indifferentismo" un insieme di idee che ammettono la necessità della religione sulla base, generalmente, delle positive conseguenze sulla vita umana, ma sostengono che tutte le religioni siano ugualmente degne e profittevoli per l'uomo e ugualmente gradite a Dio.
La Chiesa cattolica ritiene, invece, che Dio abbia riservato all'uomo una rivelazione  soprannaturale, che contiene una religione definita, che egli desidera che tutti gli uomini abbraccino e pratichino. La Chiesa ammette che tutte le religioni contengano qualche porzione di verità e che Dio possa accettare un culto imperfetto a causa di ignorante sincerità: ma non possono accondiscendere all'affermazione che verità e falsità sono indifferenti agli occhi di Dio.
Secondo questa visione, affermare che tutte le religioni sono ugualmente gradite a Dio equivale ad affermare che Dio non ha predilezione per la verità rispetto all'errore; che il vero e il falso sono ugualmente congeniali alla sua natura. Ritenere che la verità e la falsità ugualmente soddisfino l'intelletto umano equivale a negare che la ragione abbia un'inclinazione naturale e un'affinità per la verità. Negando questo si nega anche che la ragione sia degna di fiducia.
La Chiesa cattolica osserva inoltre che le diverse religioni differiscono nelle loro norme etiche e morali. Ad esempio l'Islam ammette la poligamia e il Cristianesimo la condanna come immorale. Se Islam e Cristianesimo fossero ugualmente veritieri, allora non ci sarebbe alcuna certezza sui valori morali.

### Latitudinarismo
La Chiesa cattolica condanna anche come indifferentismo la credenza che, sebbene il Cristianesimo sia generalmente superiore alle altre religioni, non faccia alcuna differenza a quale delle diverse confessioni cristiane un credente scelga di aderire. Condanna il protestantesimo esplicitamente per questa sorta di indifferentismo, notando che molte sette protestanti non rivendicano l'esclusivo possesso della verità del Vangelo e sostengono che le connesse varie forme di culto siano ugualmente gradite a Dio.

### La condanna nellaMirari vos
Papa Gregorio XVI nell'enciclica Mirari vos del 15 agosto 1832 scriveva:
 

### La condanna dell'indifferentismo nel Sillabo
Il Sillabo di papa Pio IX (8 dicembre 1854), pubblicato dal pontefice in appendice all'enciclica Quanta cura, contiene un'esplicita condanna di quattro proposizioni (XV-XVIII) che sono espressione dell'indifferentismo.
Nel dettaglio:
- la proposizione XV condanna il soggettivismo razionalistico
- la proposizione XVI condanna la negazione del principio teologico Extra Ecclesiam nulla salus
- la proposizione XVII condanna un'attenuazione dello stesso principio teologico
- la proposizione XVIII condanna la negazione di tale principio teologico in relazione al protestantesimo [4]

## Indifferentismo politico
Connesso al tema dell'indifferentismo religioso è quello dell'indifferentismo politico, che viene interpretato in maniera duplice. Una prima accezione dell'espressione è riferita a quell'azione politica dello Stato che, se vuol assicurare la libertà di coscienza ai cittadini, non deve imporre una determinata fede, né propendere a favorire una particolare confessione religiosa assicurandole forme di privilegio, ma deve limitarsi a riconoscere la libertà e l’eguaglianza innanzi alla legge di tutte le fedi religiose e la legittimità delle loro organizzazioni in Chiese, a condizione che non siano messe a rischio la sicurezza e la pubblica moralità. In un significato più accentuato l'indifferentismo religioso va inteso nel senso che vi dovrebbe essere la negazione completa del carattere etico e religioso dello stato, che perciò della religione dovrebbe disinteressarsi del tutto.
Un altro significato dell'indifferentismo politico è quello messo in luce da Piero Calamandrei in occasione dell’inaugurazione di un ciclo di sette conferenze sulla Costituzione italiana, organizzato da un gruppo di studenti universitari e medi: